# Niobrarasaurus
Niobrarasaurus (лат.) — род динозавров из семейства нодозаврид, живших во времена верхнемеловой эпохи на территории современного штата Канзас (США). К роду относят единственный типовой вид — Niobrarasaurus coleii.
Ископаемые остатки, принадлежащие  Niobrarasaurus coleii, были обнаружены и собраны в 1930 году геологом Вирджилом Коулом. Они найдены в Смоки-Хилл, в западном Канзасе, недалеко от Западного внутреннего моря, которое было в верхнемеловую эпоху на этой территории.
В 1936 году Mehl по голотипу FHSM VP-14855 (= MU 650 VP), представляющего собой частичный скелет, описал новый вид нодозаврид Hierosaurus coleii. В 1995 году Кеннет Карпентер с коллегами выделил этот вид в новый род — Niobrarasaurus.
В 2002 году остатки вида были переданы в музей естественной истории Штернберга (Хейс, Канзас).